# VM i ishockey 2009
Verdensmesterskabet i ishockey 2009 var det 73. VM i ishockey, og mesterskabet blev afviklet i fire niveauer. Det egentlige VM (tidl. kaldt A-VM) med deltagelse af 16 hold blev afholdt i Schweiz og kampene spillet i Bern og Zürich i perioden 24. april – 10. maj 2009. De lavere rækker blev afviklet på forskellige terminer i april 2009.
- 1. division, gruppe A i Vilnius, Litauen i perioden 11. – 17. april 2009
- 1. division, gruppe B i Toruń, Polen i perioden 11. – 17. april 2009
- 2. division, gruppe A i Novi Sad, Serbien i perioden 7. – 13. april 2009
- 2. division, gruppe B i Sofia, Bulgarien i perioden 6. – 12. april 2009
- 3. division i Dunedin, New Zealand i perioden 10. – 16. april 2009

Mesterskabet havde i alt deltagelse af 45 hold, hvilket var tre færre end deltagerrekorden på 48 hold fra VM året før. Vinder af VM blev for andet år i træk Rusland, der i finalen besejrede Canada med 2-1, mens Sverige vandt bronze efter at have vundet 4-2 over USA i bronzekampen.
| VM     | VM           |
| ------ | ------------ |
| Guld   | Rusland      |
| Sølv   | Canada       |
| Bronze | Sverige      |
| 4.     | USA          |
| 5.     | Finland      |
| 6.     | Tjekkiet     |
| 7.     | Letland      |
| 8.     | Hviderusland |
| 9.     | Schweiz      |
| 10.    | Slovakiet    |
| 11.    | Norge        |
| 12.    | Frankrig     |
| 13.    | Danmark      |
| 14.    | Østrig       |
| 15.    | Tyskland     |
| 16.    | Ungarn       |

| 1. division | 1. division    |
| ----------- | -------------- |
| 17.         | Kasakhstan     |
| 18.         | Italien        |
| 19.         | Slovenien      |
| 20.         | Ukraine        |
| 21.         | Japan          |
| 22.         | Storbritannien |
| 23.         | Polen          |
| 24.         | Litauen        |
| 25.         | Holland        |
| 26.         | Kroatien       |
| 27.         | Australien     |
| 28.         | Rumænien       |

| 2. division | 2. division |
| ----------- | ----------- |
| 29.         | Sydkorea    |
| 30.         | Serbien     |
| 31.         | Estland     |
| 32.         | Belgien     |
| 33.         | Spanien     |
| 34.         | Kina        |
| 35.         | Island      |
| 36.         | Bulgarien   |
| 37.         | Mexico      |
| 38.         | Israel      |
| 39.         | Nordkorea   |
| 40.         | Sydafrika   |

| 3. division | 3. division |
| ----------- | ----------- |
| 41.         | New Zealand |
| 42.         | Tyrkiet     |
| 43.         | Luxembourg  |
| 44.         | Grækenland  |
| 45.         | Irland      |

## VM

### Hold
Mesterskabet havde deltagelse af 16 nationer. Heraf havde de 14 kvalificeret sig ved at slutte blandt de 14 bedste ved sidste VM, mens de to sidste hold, Østrig og Ungarn, kvalificerede sig ved at vinde hver deres 1. divisionsgruppe i 2008.
Til dette VM vendte man tilbage til formatet fra VM 2007. De 16 hold spillede først en indledende runde i fire grupper med fire hold, hvor holdene i hver gruppe spillede alle-mod-alle. De tre bedst placerede hold i hver gruppe gik videre til mellemrunden, hvor der spilledes i to grupper med seks hold: gruppe E bestod af holdene fra gruppe B og C, mens holdende fra gruppe A og D blev samlet i gruppe F. Resultater fra kampe mellem hold fra samme indledende gruppe blev overført til mellemrunden. De fire bedste hold fra hver mellemrundegruppe gik videre til kvartfinalerne, hvorfra de fire vindere gik videre til semifinalerne og kampen om medaljer.
De fire gruppefirere fra den indledende runde spillede i nedrykningsrunden om at undgå to nedrykningspladser til 1. division. I modsætning til afviklingen af VM 2008, var formatet ændret tilbage til at holdene spillede alle-mod-alle i én gruppe med fire hold. De to lavest placerede hold rykkede ned i 1. division.

### Indledende runde
Holdene var blevet inddelt i fire grupper efter deres verdensranglisteplacering (angivet i parentes) efter sidste VM.
| Gruppe A         |
| ---------------- |
| Canada (1)       |
| Slovakiet (8)    |
| Hviderusland (9) |
| Ungarn (20)      |

| Gruppe B      |
| ------------- |
| Rusland (2)   |
| Schweiz (7)   |
| Tyskland (10) |
| Frankrig (18) |

| Gruppe C     |
| ------------ |
| Sverige (3)  |
| USA (6)      |
| Letland (11) |
| Østrig (16)  |

| Gruppe D     |
| ------------ |
| Finland (4)  |
| Tjekkiet (5) |
| Norge (12)   |
| Danmark (13) |

Verdensranglistens nr. 14, 15, 17 og 19 (Italien, Slovenien, Ukraine og Kasakhstan) var ikke kvalificeret til VM 2009 i Schweiz. Disse fire hold spillede i 1. division ved VM 2009.

#### Gruppe A
| Dato  | Kamp                     | Res. | Perioder               |
| ----- | ------------------------ | ---- | ---------------------- |
| 24.4. | Hviderusland - Canada    | 1-6  | 0-2, 0-0, 1-4          |
| 24.4. | Slovakiet - Ungarn       | 4-3  | 1-0, 2-1, 1-2          |
| 26.4. | Slovakiet - Hviderusland | 1-2  | 0-0, 0-1, 1-0 0-0, 0-1 |
| 26.4. | Canada - Ungarn          | 9-0  | 4-0, 2-0, 3-0          |
| 28.4. | Ungarn - Hviderusland    | 1-3  | 0-1, 1-0, 0-2          |
| 28.4. | Canada - Slovakiet       | 7-3  | 3-0, 3-1, 1-2          |

| Gruppe A     | Kampe | Mål   | Point |
| ------------ | ----- | ----- | ----- |
| Canada       | 3     | 22-40 | 9     |
| Hviderusland | 3     | 6-8   | 5     |
| Slovakiet    | 3     | 08-12 | 4     |
| Ungarn       | 3     | 04-16 | 0     |

#### Gruppe B
| Dato  | Kamp                | Res. | Perioder          |
| ----- | ------------------- | ---- | ----------------- |
| 24.4. | Tyskland - Rusland  | 0-5  | 0-3, 0-0, 0-2     |
| 24.4. | Schweiz - Frankrig  | 1-0  | 1-0, 0-0, 0-0     |
| 26.4. | Schweiz - Tyskland  | 3-2  | 1-1, 1-1, 0-0 1-0 |
| 26.4. | Rusland - Frankrig  | 7-2  | 5-1, 1-1, 1-0     |
| 28.4. | Rusland - Schweiz   | 4-2  | 1-2, 1-0, 2-0     |
| 28.4. | Frankrig - Tyskland | 2-1  | 2-1, 0-0, 0-0     |

| Gruppe B | Kampe | Mål   | Point |
| -------- | ----- | ----- | ----- |
| Rusland  | 3     | 16-40 | 9     |
| Schweiz  | 3     | 6-6   | 5     |
| Frankrig | 3     | 4-9   | 3     |
| Tyskland | 3     | 03-10 | 1     |

#### Gruppe C
| Dato  | Kamp              | Res. | Perioder               |
| ----- | ----------------- | ---- | ---------------------- |
| 25.4. | USA - Letland     | 4-2  | 1-1, 2-1, 1-0          |
| 25.4. | Sverige - Østrig  | 7-1  | 3-0, 0-1, 4-0          |
| 27.4. | USA - Østrig      | 6-1  | 1-0, 1-1, 4-0          |
| 27.4. | Letland - Sverige | 3-2  | 0-1, 2-0, 0-1 0-0, 1-0 |
| 29.4. | Østrig - Letland  | 0-2  | 0-1 , 0-0 , 0-1        |
| 29.4. | Sverige - USA     | 6-5  | 0-1, 2-2, 3-2 1-0      |

| Gruppe C | Kampe | Mål   | Point |
| -------- | ----- | ----- | ----- |
| USA      | 3     | 15-90 | 7     |
| Sverige  | 3     | 15-90 | 6     |
| Letland  | 3     | 7-6   | 5     |
| Østrig   | 3     | 02-15 | 0     |

#### Gruppe D
| Dato  | Kamp               | Res. | Perioder          |
| ----- | ------------------ | ---- | ----------------- |
| 25.4. | Norge - Finland    | 0-5  | 0-3, 0-1, 0-1     |
| 25.4. | Tjekkiet - Danmark | 5-0  | 1-0, 3-0, 1-0     |
| 27.4. | Tjekkiet - Norge   | 5-2  | 3-0, 1-2, 1-0     |
| 27.4. | Finland - Danmark  | 5-1  | 1-1, 2-0, 2-0     |
| 29.4. | Danmark - Norge    | 4-5  | 2-2, 1-1, 1-1 0-1 |
| 29.4. | Finland - Tjekkiet | 4-3  | 1-2, 2-1, 1-0     |

| Gruppe D | Kampe | Mål   | Point |
| -------- | ----- | ----- | ----- |
| Finland  | 3     | 14-40 | 9     |
| Tjekkiet | 3     | 13-60 | 6     |
| Norge    | 3     | 07-14 | 2     |
| Danmark  | 3     | 05-15 | 1     |

### Mellemrunde
De tre bedste hold fra hver indledende gruppe gik videre til mellemrunden, hvor 12 hold spillede om otte kvartfinalepladser. De 12 hold var inddelt i to grupper med seks hold, hvorfra de fire bedst placerede i hver gruppe gik videre. Holdene fra gruppe B og C samledes i gruppe E, som spillede i Bern, mens holdene fra gruppe A og D blev samlet i gruppe F, hvor kampene afvikledes i Zürich. Resultater mellem hold fra samme indledende gruppe blev overført til mellemrunden, således at disse hold ikke spillede mod hinanden igen.
Holdene, der sluttede på 5.-pladserne i de to grupper, blev rangeret som nr. 9 og 10 efter deres opnåede resultater i gruppekampene, mens holdene, der slutteder på 6.-pladserne på samme vis blev rangeret som nr. 11 og 12.

#### Gruppe E
| Dato  | Kamp               | Res. | Perioder               |
| ----- | ------------------ | ---- | ---------------------- |
| 30.4. | Rusland - Sverige  | 6-5  | 2-2, 1-1, 2-2 1-0      |
| 30.4. | Schweiz - Letland  | 1-2  | 0-1, 0-0, 1-0 0-0, 0-1 |
| 1.5.  | USA - Frankrig     | 6-2  | 2-0, 3-2, 1-0          |
| 2.5.  | Frankrig - Letland | 1-7  | 0-1, 0-2, 1-4          |
| 2.5.  | Rusland - USA      | 4-1  | 3-1, 1-0, 0-0          |
| 3.5.  | Schweiz - Sverige  | 1-4  | 0-1, 0-1, 1-2          |
| 3.5.  | Letland - Rusland  | 1-6  | 0-1, 1-3, 0-2          |
| 4.5.  | Sverige - Frankrig | 6-3  | 3-0, 2-3, 1-0          |
| 4.5.  | USA - Schweiz      | 3-4  | 0-1, 3-1, 0-1 0-1      |

| Gruppe E | Kampe | Mål   | Point |
| -------- | ----- | ----- | ----- |
| Rusland  | 5     | 27-11 | 14    |
| Sverige  | 5     | 23-18 | 10    |
| USA      | 5     | 19-18 | 8     |
| Letland  | 5     | 15-14 | 7     |
| Schweiz  | 5     | 09-13 | 6     |
| Frankrig | 5     | 08-27 | 0     |

#### Gruppe F
| Dato  | Kamp                    | Res. | Perioder               |
| ----- | ----------------------- | ---- | ---------------------- |
| 30.4. | Hviderusland - Norge    | 3-2  | 0-1, 1-1, 1-0 1-0      |
| 30.4. | Canada - Tjekkiet       | 5-1  | 3-0, 0-0, 2-1          |
| 1.5.  | Finland - Slovakiet     | 2-1  | 1-0, 0-1, 0-0 1-0      |
| 2.5.  | Tjekkiet - Slovakiet    | 8-0  | 4-0, 4-0, 0-0          |
| 2.5.  | Finland - Hviderusland  | 1-2  | 0-1, 1-0, 0-0 0-0, 0-1 |
| 3.5.  | Norge - Canada          | 1-5  | 1-3, 0-2, 0-0          |
| 3.5.  | Hviderusland - Tjekkiet | 0-3  | 0-0, 0-2, 0-1          |
| 4.5.  | Slovakiet - Norge       | 3-2  | 2-0, 0-1, 0-1 1-0      |
| 4.5.  | Canada - Finland        | 3-4  | 1-2, 1-1, 1-0 0-0, 0-1 |

| Gruppe F     | Kampe | Mål   | Point |
| ------------ | ----- | ----- | ----- |
| Canada       | 5     | 26-10 | 13    |
| Finland      | 5     | 16-90 | 11    |
| Tjekkiet     | 5     | 20-11 | 9     |
| Hviderusland | 5     | 08-13 | 6     |
| Slovakiet    | 5     | 08-23 | 4     |
| Norge        | 5     | 07-21 | 2     |

### Slutspil
Kvartfinaler, semifinaler, bronzekamp og finale bliver spillet i Bern.
| Dato         | Kamp                   | Res. | Perioder      |
| ------------ | ---------------------- | ---- | ------------- |
| Kvartfinaler |                        |      |               |
| 6.5.         | Rusland - Hviderusland | 4-3  | 0-0, 3-3, 1-0 |
| 6.5.         | Finland - USA          | 2-3  | 0-0, 2-3, 0-0 |
| 7.5.         | Canada - Letland       | 4-2  | 0-0, 3-1, 1-1 |
| 7.5.         | Sverige - Tjekkiet     | 3-1  | 0-0, 2-0, 1-1 |
| Semifinaler  |                        |      |               |
| 8.5.         | Rusland - USA          | 3-2  | 0-0, 2-2, 1-0 |
| 8.5.         | Canada - Sverige       | 3-1  | 1-0, 2-0, 0-1 |
| Bronzekamp   |                        |      |               |
| 10.5.        | Sverige - USA          | 4-2  | 0-0, 2-1, 2-1 |
| Finale       |                        |      |               |
| 10.5.        | Rusland - Canada       | 2-1  | 1-1, 1-0, 0-0 |

|  | Kvartfinaler | Kvartfinaler | Kvartfinaler |        |         | Semifinaler | Semifinaler | Semifinaler |  |  | Finale | Finale  | Finale |
|  |              |              |              |        |         |             |             |             |  |  |        |         |        |
|  | E1           | Rusland      | 4            |        |         |             |             |             |  |  |        |         |        |
|  | F4           | Hviderusland | 3            |        |         |             |             |             |  |  |        |         |        |
|  | F4           | Hviderusland | 3            |        | E1      | Rusland     | 3           |             |  |  |        |         |        |
|  |              |              |              |        | E1      | Rusland     | 3           |             |  |  |        |         |        |
|  |              | E3           | USA          | 2      |         |             |             |             |  |  |        |         |        |
|  | F2           | E3           | USA          | 2      | Finland | 2           |             |             |  |  |        |         |        |
|  | F2           |              |              |        | Finland | 2           |             |             |  |  |        |         |        |
|  | E3           | USA          | 3            |        |         |             |             |             |  |  |        |         |        |
|  |              |              |              |        |         |             |             |             |  |  | E1     | Rusland | 2      |
|  |              |              | F1           | Canada | 1       |             |             |             |  |  |        |         |        |
|  | F3           | Tjekkiet     | 1            |        |         |             |             |             |  |  |        |         |        |
|  | E2           | Sverige      | 3            |        |         |             |             |             |  |  |        |         |        |
|  | E2           | Sverige      | 3            |        | E2      | Sverige     | 1           |             |  |  |        |         |        |
|  |              |              |              |        | E2      | Sverige     | 1           |             |  |  |        |         |        |
|  |              | F1           | Canada       | 3      |         |             |             |             |  |  |        |         |        |
|  | E4           | F1           | Canada       | 3      | Letland | 2           |             |             |  |  |        |         |        |
|  | E4           |              |              |        | Letland | 2           |             |             |  |  |        |         |        |
|  | F1           | Canada       | 4            |        |         |             |             |             |  |  |        |         |        |

### Medaljevindere
| Guld | Sølv | Bronze |
| --- | --- | --- |
| Rusland | Canada | Sverige |
| Aleksandr Eremenko Vitalij Visjnevskij Ilja Nikulin Anton Voltjenkov Dmitrij Kalinin Sergej Mozjakin Nikolaj Zjerdev Aleksandr Perezjogin Anton Kurjanov Konstantin Gorovikov Konstantin Kornejev Aleksej Terestjenko Aleksandr Frolov Danis Zaripov Vitalij Atjusjov Ilja Bryzgalov Denis Grebesjkov Sergej Zinoviev Vitalij Prosjkin Aleksandr Radulov Oleg Tverdovskij Ilja Kovaltjuk Vasilij Kosjetjkin Oleg Saprykin Aleksej Morozov | Dan Hamhuis Drew Doughty Chris Phillips Luke Schenn Shea Weber Ian White Scottie Upshall Derek Roy Shawn Horcoff Mike Fisher Dany Heatley Travis Zajac Steve Stamkos Matthew Lombardi Shane Doan Colby Armstrong Marty St. Louis James Neal Joel Kwiatkowski Dwayne Roloson Josh Harding Marc-Edouard Vlasic Chris Mason Braydon Coburn Jason Spezza | Stefan Liv Nicklas Grossman Johan Akerman Magnus Johansson Johnny Oduya Tony Mårtensson Martin Thornberg Carl Gunnarsson Patrik Berglund Rickard Wallin Johan Andersson Joel Lundqvist Loui Eriksson Niklas Persson Linus Ömark Johan Harju Marcus Nilson Dick Tärnström Kenny Jönsson Johan Holmqvist Anton Strålman Tobias Enström Jonas Gustavsson Kristian Huselius Mattias Weinhandl |

### Nedrykningsrunde
De fire hold, som i den indledende runde sluttede på sidstepladserne i de fire grupper, spillede i nedrykningsrunden om at undgå de to nedrykningspladser til 1. division. De fire hold spillede alle-mod-alle, og som udgangspunkt skulle de to lavest placerede hold rykke ned i 1. division til VM 2010. Men Tyskland kunne ikke rykke ned, fordi landet var værtsland for næste VM, og dermed blev det de to dårligst placerede af de tre øvrige hold, Østrig og Ungarn, som måtte rykke et niveau ned. Begge hold var netop rykket op i "A-VM" og fik dermed kun én sæson i den bedste række.
| Dato | Kamp               | Res. | Perioder      |
| ---- | ------------------ | ---- | ------------- |
| 1.5. | Tyskland - Danmark | 1-3  | 1-1, 0-0, 0-2 |
| 1.5. | Østrig - Ungarn    | 6-0  | 1-0, 3-0, 2-0 |
| 3.5. | Tyskland - Østrig  | 0-1  | 0-0, 0-1, 0-0 |
| 3.5. | Ungarn - Danmark   | 1-5  | 1-0, 0-2, 0-3 |
| 4.5. | Ungarn - Tyskland  | 1-2  | 1-1, 0-1, 0-0 |
| 4.5. | Danmark - Østrig   | 5-2  | 1-2, 1-0, 3-0 |

| Gruppe G | Kampe | Mål   | Point |
| -------- | ----- | ----- | ----- |
| Danmark  | 3     | 13-40 | 9     |
| Østrig   | 3     | 9-5   | 6     |
| Tyskland | 3     | 3-5   | 3     |
| Ungarn   | 3     | 02-13 | 0     |

## 1. division
De 12 næstbedste hold spillede om verdensmesterskabet i 1. division (tidligere kaldt B-VM), der var inddelt i to grupper. De to gruppevindere kvalificerede sig til næste års VM (tidl. A-VM), mens de to hold, der sluttede på sidstepladsen i hver gruppe, rykkede ned i 2. division.
Gruppe A blev vundet af Kasakhstan, som i den afgørende kamp om førstepladsen besejrede Slovenien med 2-1. Efter tre sæsoner i 1. division kvalificerede kasakherne sig dermed atter til VM's bedste række. I den anden gruppe sluttede Italien på førstepladsen foran Ukraine, og dermed kunne italienerne fejre, at de efter blot én sæson i 1. division igen fik status som A-nation.
De to nedrykkere fra 1. division blev Australien og Rumænien, som begge netop var rykket op fra 2. division, og som dermed kun fik én sæson på dette VM-niveau.

### Gruppe A
Gruppe A blev spillet i perioden 11. – 17. april 2009 i Litauens hovedstad Vilnius, hvor arenaen Siemens Arena havde plads til 8.750 tilskuere.
| Dato  | Kamp                    | Res. | Perioder      |
| ----- | ----------------------- | ---- | ------------- |
| 11.4. | Kroatien - Japan        | 1-7  | 1-1, 0-4, 0-2 |
| 11.4. | Australien - Slovenien  | 0-6  | 0-3, 0-3, 0-0 |
| 11.4. | Litauen - Kasakhstan    | 1-5  | 0-2, 0-1, 1-2 |
| 12.4. | Japan - Australien      | 7-1  | 3-0, 3-1, 1-0 |
| 12.4. | Kasakhstan - Kroatien   | 6-1  | 3-0, 3-1, 0-0 |
| 12.4. | Slovenien - Litauen     | 8-2  | 0-0, 4-0, 4-2 |
| 14.4. | Kasakhstan - Japan      | 3-1  | 1-0, 1-1, 1-0 |
| 14.4. | Slovenien - Kroatien    | 4-2  | 1-0, 1-2, 2-0 |
| 14.4. | Australien - Litauen    | 3-9  | 0-5, 1-2, 2-2 |
| 15.4. | Japan - Slovenien       | 1-2  | 0-1, 1-1, 0-0 |
| 15.4. | Kasakhstan - Australien | 13-2 | 5-0, 2-0, 6-2 |
| 15.4. | Litauen - Kroatien      | 7-2  | 2-1, 1-0, 4-1 |
| 17.4. | Kroatien - Australien   | 5-1  | 1-0, 2-1, 2-0 |
| 17.4. | Slovenien - Kasakhstan  | 1-2  | 0-1, 0-1, 1-0 |
| 17.4. | Japan - Litauen         | 5-1  | 1-0, 3-1, 1-0 |

| Gruppe A   | Kampe | Mål   | Point |
| ---------- | ----- | ----- | ----- |
| Kasakhstan | 5     | 29-60 | 15    |
| Slovenien  | 5     | 21-70 | 12    |
| Japan      | 5     | 21-80 | 9     |
| Litauen    | 5     | 20-23 | 6     |
| Kroatien   | 5     | 11-25 | 3     |
| Australien | 5     | 07-40 | 0     |

### Gruppe B
Gruppe B blev spillet den 11. – 17. april 2009 i Toruń, Polen. Kampene blev afviklet i arenaen Lodowisko Tor-Tor med en tilskuerkapacitet på 2.997.
| Dato  | Kamp                      | Res. | Perioder               |
| ----- | ------------------------- | ---- | ---------------------- |
| 11.4. | Storbritannien - Ukraine  | 2-4  | 0-0, 1-1, 1-3          |
| 11.4. | Rumænien - Italien        | 0-11 | 0-5, 0-4, 0-2          |
| 11.4. | Holland - Polen           | 1-3  | 0-1, 1-1, 0-1          |
| 13.4. | Italien - Storbritannien  | 5-2  | 3-0, 2-1, 0-1          |
| 13.4. | Ukraine - Holland         | 5-1  | 1-0, 3-0, 1-1          |
| 13.4. | Polen - Rumænien          | 7-0  | 2-0, 4-0, 1-0          |
| 14.4. | Italien - Holland         | 4-0  | 3-0, 0-0, 1-0          |
| 14.4. | Rumænien - Storbritannien | 0-8  | 0-0, 0-3, 0-5          |
| 14.4. | Ukraine - Polen           | 2-1  | 1-1, 0-0, 0-0 0-0, 1-0 |
| 16.4. | Storbritannien - Holland  | 3-2  | 3-0, 0-1, 0-1          |
| 16.4. | Ukraine - Rumænien        | 7-0  | 2-0, 3-0, 2-0          |
| 16.4. | Polen - Italien           | 2-4  | 1-0, 0-2, 1-2          |
| 17.4. | Holland - Rumænien        | 5-1  | 1-0, 2-0, 2-1          |
| 17.4. | Italien - Ukraine         | 2-0  | 0-0, 1-0, 1-0          |
| 17.4. | Polen - Storbritannien    | 1-2  | 0-0, 0-1, 1-0 0-1      |

| Gruppe B       | Kampe | Mål   | Point |
| -------------- | ----- | ----- | ----- |
| Italien        | 5     | 26-40 | 15    |
| Ukraine        | 5     | 17-50 | 11    |
| Storbritannien | 5     | 16-11 | 8     |
| Polen          | 5     | 14-90 | 8     |
| Holland        | 5     | 09-16 | 3     |
| Rumænien       | 5     | 01-38 | 0     |

## 2. division
Tolv hold spillede om verdensmesterskabet i 2. division (tidligere kaldt C-VM), der var inddelt i to grupper. De to gruppevindere – Serbien og Sydkorea – kvalificerede sig til det efterfølgende års VM i 1. division (tidl. B-VM), mens de to hold, der sluttede på sidstepladsen i hver gruppe, Nordkorea og Sydafrika, rykkede ned i 3. division (D-VM).

### Gruppe A
Gruppe A spilledes i Novi Sad, Serbien den 7. – 13. april 2009. Kampene blev spillet i idrætscenteret SPENS' skøjtehal med plads til 3.000 tilskuere. To uger inden mesterskabet blev arenaen ramt af brand, og to omkædningsrum udbrændte. Men eftersom hallens øvrige omklædningsrum ikke blev berørt, kunne turneringen gennemføres som planlagt. Ved branden gik hele det serbiske landsholds ishockeyudstyr tabt, og holdet måtte således med meget kort varsel fremskaffe nyt udstyr inden turneringen.
| Dato  | Kamp                | Res. | Perioder               |
| ----- | ------------------- | ---- | ---------------------- |
| 7.4.  | Kina - Island       | 3-2  | 1-1, 0-0, 1-1 1-0      |
| 7.4.  | Nordkorea - Israel  | 1-2  | 1-1, 0-1, 0-0          |
| 7.4.  | Serbien - Estland   | 5-4  | 1-0, 1-4, 2-0 0-0, 1-0 |
| 8.4.  | Island - Nordkorea  | 3-2  | 1-2, 1-0, 1-0          |
| 8.4.  | Estland - Israel    | 16-2 | 6-1, 7-1, 3-0          |
| 8.4.  | Kina - Serbien      | 3-5  | 2-1, 1-3, 0-1          |
| 10.4. | Kina - Nordkorea    | 7-5  | 2-1, 4-1, 1-3          |
| 10.4. | Estland - Island    | 16-1 | 4-1, 5-0, 7-0          |
| 10.4. | Serbien - Israel    | 12-1 | 4-0, 5-0, 3-1          |
| 11.4. | Nordkorea - Estland | 1-16 | 1-5, 0-5, 0-6          |
| 11.4. | Israel - Kina       | 1-5  | 1-0, 0-3, 0-2          |
| 11.4. | Island - Serbien    | 1-6  | 0-3, 1-1, 0-2          |
| 13.4. | Estland - Kina      | 16-3 | 2-0, 9-1, 5-2          |
| 13.4. | Israel - Island     | 3-4  | 0-2, 1-1, 2-1          |
| 13.4. | Serbien - Nordkorea | 12-2 | 8-0, 2-2, 2-0          |

| Gruppe A  | Kampe | Mål   | Point |
| --------- | ----- | ----- | ----- |
| Serbien   | 5     | 40-11 | 14    |
| Estland   | 5     | 68-12 | 13    |
| Kina      | 5     | 21-29 | 8     |
| Island    | 5     | 11-30 | 7     |
| Israel    | 5     | 09-38 | 3     |
| Nordkorea | 5     | 11-40 | 0     |

### Gruppe B
Gruppe B afvikledes i Sofia, Bulgarien i perioden 6. – 12. april 2009, og kampene blev spillet i Sofias Vintersportspalads, hvor der var plads til 4.000 tilskuere.
| Dato  | Kamp                  | Res. | Perioder      |
| ----- | --------------------- | ---- | ------------- |
| 6.4.  | Spanien - Sydkorea    | 4-6  | 0-2, 1-1, 3-3 |
| 6.4.  | Sydafrika - Mexico    | 2-4  | 0-2, 1-0, 1-2 |
| 6.4.  | Belgien - Bulgarien   | 6-3  | 3-2, 3-1, 0-0 |
| 7.4.  | Sydkorea - Mexico     | 8-2  | 1-0, 2-0, 5-2 |
| 7.4.  | Belgien - Spanien     | 3-1  | 1-0, 2-0, 0-1 |
| 7.4.  | Bulgarien - Sydafrika | 12-3 | 2-0, 4-3, 6-0 |
| 9.4.  | Belgien - Sydafrika   | 11-1 | 5-0, 2-1, 4-0 |
| 9.4.  | Spanien - Mexico      | 4-1  | 2-0, 1-0, 1-1 |
| 9.4.  | Sydkorea - Bulgarien  | 14-2 | 3-1, 4-0, 7-1 |
| 10.4. | Mexico - Belgien      | 1-9  | 0-2, 1-5, 0-2 |
| 10.4. | Sydafrika - Sydkorea  | 0-15 | 0-7, 0-4, 0-4 |
| 10.4. | Bulgarien - Spanien   | 3-7  | 1-1, 1-2, 1-4 |
| 12.4. | Spanien - Sydafrika   | 12-2 | 4-1, 3-0, 5-1 |
| 12.4. | Sydkorea - Belgien    | 5-2  | 2-1, 1-0, 2-1 |
| 12.4. | Mexico - Bulgarien    | 3-10 | 1-1, 0-3, 2-6 |

| Gruppe B  | Kampe | Mål   | Point |
| --------- | ----- | ----- | ----- |
| Sydkorea  | 5     | 48-10 | 15    |
| Belgien   | 5     | 31-11 | 12    |
| Spanien   | 5     | 28-15 | 9     |
| Bulgarien | 5     | 30-33 | 6     |
| Mexico    | 5     | 11-33 | 3     |
| Sydafrika | 5     | 08-54 | 0     |

## 3. division
Seks nationer spiller VM i 3. division om to oprykningspladser til 2. division. Mesterskabet afvikles i arenaen Dunedin Ice Stadium med plads til 1.500 tilskuere i Dunedin, New Zealand i perioden 10. – 16. april 2009. De to oprykningspladser gik til værtslandet New Zealand og Tyrkiet.
Luxembourgs Rafael Springer forbedrede sig egen rekord som den ældste VM-spiller til 50 år og 186 dage.
| Dato  | Kamp                     | Res. | Perioder          |
| ----- | ------------------------ | ---- | ----------------- |
| 10.4. | Mongoliet - Tyrkiet      | 0-5  | Uden kamp         |
| 10.4. | Irland - Grækenland      | 3-7  | 0-2, 1-2, 2-3     |
| 10.4. | Luxembourg - New Zealand | 2-6  | 1-1, 1-2, 0-3     |
| 11.4. | Grækenland - Mongoliet   | 5-0  | Uden kamp         |
| 11.4. | Irland - Luxembourg      | 3-8  | 2-2, 0-5, 1-1     |
| 11.4. | New Zealand - Tyrkiet    | 8-2  | 2-1, 4-1, 2-0     |
| 13.4. | Irland - Mongoliet       | 5-0  | Uden kamp         |
| 13.4. | Luxembourg - Tyrkiet     | 4-7  | 0-1, 1-4, 3-2     |
| 13.4. | New Zealand - Grækenland | 4-3  | 0-2, 2-0, 1-1 1-0 |
| 15.4. | Grækenland - Luxembourg  | 2-7  | 0-3, 0-2, 2-2     |
| 15.4. | Tyrkiet - Irland         | 7-1  | 3-0, 2-0, 2-1     |
| 15.4. | Mongoliet - New Zealand  | 0-5  | Uden kamp         |
| 16.4. | Tyrkiet - Grækenland     | 7-1  | 1-1, 0-0, 6-0     |
| 16.4. | Luxembourg - Mongoliet   | 5-0  | Uden kamp         |
| 16.4. | New Zealand - Irland     | 9-0  | 1-0, 3-0, 5-0     |

| 3. division | Kampe | Mål   | Point |
| ----------- | ----- | ----- | ----- |
| New Zealand | 5     | 32-70 | 14    |
| Tyrkiet     | 5     | 28-14 | 12    |
| Luxembourg  | 5     | 26-18 | 9     |
| Grækenland  | 5     | 18-21 | 7     |
| Irland      | 5     | 12-31 | 3     |
| Mongoliet   | 5     | 00-25 | 0     |

### Manglende hold
Tre hold manglede i forhold til VM i 3. division året før. Mongoliet var tilmeldt årets turnering, men spillerne havde problemer med visa til New Zealand og kunne derfor ikke stille op til turneringen. Derfor blev alle holdets kampe dømt tabt med 0-5. Bosnien-Hercegovina var til gengæld slet ikke tilmeldt årets mesterskab, og endelig afsonede Armenien et års karantæne fra at deltage i alle VM-turneringer i sæsonen 2008-09, fordi landet havde tilmeldt ikke-spilleberettigede spillere til U.20-VM 2008 og VM 2008.